# Chroniques (Holinshed)
Holinshed's Chronicles, également connu sous le nom de Holinshed's Chronicles of England, Scotland, and Ireland, est un travail collaboratif publié en plusieurs volumes et deux éditions, la première édition en 1577 et la seconde en 1587. C'est une vaste et complète description de l'Histoire des îles Britanniques (Angleterre, Écosse et Irlande) publiée en trois volumes.
Les Chroniques ont toujours été une source d'intérêt, pour beaucoup en raison de leurs liens étendus avec Le Roi Lear, Macbeth et Cymbeline, des pièces historiques de Shakespeare. Les études au XXIe siècle des Chroniques sont interdisciplinaires, car de nombreux érudits littéraires ayant étudié les matériaux historiographiques traditionnels à travers une lentille littéraire, avec un accent sur la façon dont les hommes et les femmes contemporains auraient lu des textes historiques.
Les Chroniques auraient été une source principale pour de nombreux écrivains littéraires de la Renaissance tels que Christopher Marlowe, Edmund Spenser et George Daniel (en).

## Influence sur Shakespeare
On croit généralement que Shakespeare a utilisé la deuxième édition révisée des Chroniques (publiée en 1587) comme source pour la plupart de ses pièces d'histoire, l'intrigue de Macbeth et pour des portions du Roi Lear et Cymbeline.
Plusieurs autres dramaturges, comme Christopher Marlowe, ont utilisé les Chroniques comme source.

### LesChroniquesetMacbeth

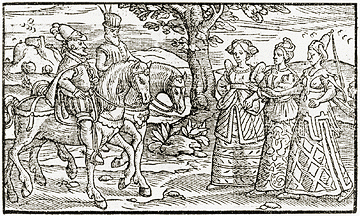
Image générique de Lords rencontrant des dames, utilisée pour illustrer "Macbeth et Banquo rencontrant les Trois Sorcières" (première édition des Chroniques de Holinshed).

Shakespeare a largement utilisé le travail de Holinshed pour son Macbeth, mais sous une forme modifiée. Les Trois Sorcières, par exemple, que Holinshed décrit comme « des créatures du bois aîné... des nymphes ou des fées ». Les nymphes et les fées sont généralement considérées comme belles et jeunes, mais les Trois Sorcières du Macbeth de Shakespeare sont laides, sombres et bizarres. On pense qu'il a fait ce changement pour intensifier le suspense et l'obscurité de la pièce. Cependant, les Chroniques manquaient de description du personnage de Macbeth, alors Shakespeare a improvisé sur plusieurs points. Les personnages de Banquo et de Fleance ont également été tirés des œuvres de Holinshed, mais ils sont maintenant considérés comme des inventions du XVIe siècle.
La principale différence dans les Chroniques réside dans la caractérisation. Le personnage de Macbeth est principalement décrit comme un bon dirigeant, un roi juste et juste pendant 17 ans. L'intrigue montre le roi Duncan comme un personnage mineur et un roi faible. Il est possible que la lecture du roi Duncan de Shakespeare ait été inspirée par l'histoire du roi Duffe contenue dans la Chronique. Cette histoire suit un récit similaire, le roi Duffe et son meurtrier Donwald reflètent étroitement le récit du roi Duncan et de Macbeth. Les mauvais présages qui ont suivi le meurtre de Duffe se reflètent également dans le récit de Shakespeare.

### LesChroniquesetLe Roi Lear
On pense que Shakespeare aurait utilisé la deuxième édition révisée des Chroniques, publiée en 1587. Le Roi Lear de Shakespeare suit vaguement l'histoire détaillée dans les Chroniques, mais il est peu probable que les Chroniques aient servi de source principale.

### Édition moderne
- Holinshed, Raphael. Chroniques de Holinshed en Angleterre, en Écosse et en Irlande, Ed. Vernon F. Snow. New York : AMS, 1965.